# Lindauer Beweinung
Die Lindauer Beweinung (auch Beweinung Christi, Schmerzensmann oder Engelpietà) ist ein spätgotisches Tafelbild eines namentlich nicht bekannten Künstlers, der von diesem Werk den Notnamen „Meister der Lindauer Beweinung“ erhielt. Das zwischen 1410 und 1420 entstandene Bild wurde in Eitempera auf Nadelholz gemalt und gehört zu den bedeutenden Werken der Bodenseeschwäbischen Malerei des beginnenden 15. Jahrhunderts. Es ist im Besitz der Städtischen Kunstsammlungen der Stadt Lindau (Bodensee) und wird in der Dauerausstellung des Stadtmuseums im Haus zum Cavazzen gezeigt.

## Bildmotiv
Das zentrale Motiv des Bildes ist der Leichnam Jesu als Schmerzensmann (auch Erbärmdechristus), der nach durchlebter Passion und dem Kreuztod von Maria auf der linken Bildseite zusammen mit Johannes auf der rechten Bildseite und einem Engel im Hintergrund in einen offenen Sarkophag niedergelegt wird. Jesu Kopf ist leicht zur rechten Schulter geneigt, auf dem Haupt trägt er die Dornenkrone, sein langes braunes Haar fällt in lockigen Strähnen auf die Schultern. Sein Gesichtsausdruck ist von Schmerzen gezeichnet, wirkt aber entspannt. Sein von einem Lendenschurz bekleideter Körper ist von kleineren Wundmalen übersät, aus den größeren Wunden am Brustkorb, an der Stirn und an den Händen rinnt Blut. Maria trägt ein weites blaues Kleid mit zurückgeschlagenen Ärmeln und ihr Kopf wird von einem weißen Schleier bedeckt. Mit ihrer rechten Hand hält sie Jesu rechte Hand. Johannes, in rotem Gewand, hält Jesu linken Arm, seine linke Hand hat er wehklagend an den Kopf geführt. Der Engel im Hintergrund stützt den Leichnam Jesu mit einem weißen Tuch unter der linken Achsel, seine pfauenähnlichen Flügel sind nur noch schemenhaft erkennbar. Alle Figuren haben einen Gesichtsausdruck tiefster Trauer und Verzweiflung. Allen Köpfen hat der Maler Tellernimben (Heiligenscheine) gegeben, der Nimbus Jesu wird zusätzlich von einem stilisierten Kreuz mit floralen Enden geziert.

## Technik
Das Bild hat eine Höhe von 625 Millimetern und eine Breite von 460 Millimetern. Als Malgrund benutzte der Künstler ein Nadelholzbrett mit einer bis zu vier Millimeter starken Kasein-Kalk-Grundierung. Als Malfarben verwendete er Eitempera und Kaseinfarben in den Farbtönen lichter und dunkler Ocker, böhmische grüne Erde, dunkelrot gebrannte Erde, natürliche und gebrannte umbrische Erde, Kupferoxidblau und Lapislazuli. Die Goldauflagen und dunklen Farbtöne versah er mit einer Untermalung aus lichtem Ocker. Die ursprüngliche Brillanz und Strahlkraft des Gemäldes, ebenso wie zahlreiche Details sind allerdings durch die jahrhundertelange Nutzung des Bildes, durch mehrfache Übermalungen, Beschädigungen, diverse Reparatur- und Restaurierungsversuche stark verändert und teilweise verloren gegangen. So waren die Flügel des Engels ursprünglich vergoldet, jetzt existieren hiervon nur noch die dunklen Vorzeichnungen, der ursprünglich lapislazuliblaue Himmel im Bildhintergrund ist jetzt tief dunkelblau. Bisher wurde das Bild lediglich visuell, per Lupe und Mikroskop, sowie fotografisch untersucht und dokumentiert, eingehendere wissenschaftliche Untersuchungen, beispielsweise mit Hilfe von UV-Licht und Röntgenaufnahmen, die weitere Details zur Malweise, zu Ergänzungen und zur originalen Fassung geben können, wurden an dem Bild noch nicht durchgeführt.

## Kunstgeschichtliche Einordnung
Der Bildtypus der Beweinung Christi, dem auch die Lindauer Beweinung zuzuschreiben ist, entstand ursprünglich im 12. Jahrhundert in Byzanz und breitete sich allmählich über Italien auf Europa aus, wo sich vor allem in Deutschland und dem Burgundischen Frankreich ab den 1380er Jahren eigenständige Kompositionstypen entwickelten. In der italienischen Tradition liegt der von Maria und anderen Protagonisten aufrecht gehaltene Leichnam Jesu in einem Sarg vor dem Kreuz Christi. In der burgundischen Tradition wird der Leichnam Christi meist nur halbfigurig dargestellt. Er wird zunächst nur von einem einzelnen Träger, wie Gott oder einem Engel, und ab 1420 von drei Personen, meist Maria, Johannes und einem weiteren Engel, gehalten. In der deutschen Tradition, hier vor allem durch Meister Francke vertreten, wirkt der Leichnam Jesu lebendiger, so als stünde er selbständig und müsste nur noch durch die anderen dargestellten Figuren gestützt werden. Die Lindauer Beweinung bildet erstmals eine Verbindung deutscher mit burgundisch-französischen Kompositionsschemen und stellt somit eine ikonographische Besonderheit in der Kunstgeschichte dar.

## Geschichte
Die Lindauer Beweinung entstand vermutlich im seeschwäbischen Raum nördlich des Bodensees. Als Wirkungsstätten des Meisters der Lindauer Beweinung halten Kunsthistoriker Städte wie Lindau, Bregenz oder Ravensburg für wahrscheinlich, wo auch das Bild höchstwahrscheinlich entstand, auch wenn der Maler vermutlich bis in den Kölner Raum wirkte. Vier weitere Werke, die dem Meister der Lindauer Beweinung zugeschrieben werden, entstanden vermutlich erst nach dem Lindauer Tafelbild.
Die Auftraggeber und ebenso der frühe Verbleib des Gemäldes sind nicht bekannt. Bis 1803 war es im Besitz des Kanonissinenstifts Lindau und wurde im Zuge der Säkularisation verkauft. In Privatbesitz lagerte es viele Jahre auf einem Speicher und gelangte stark beschädigt in den Besitz der Städtischen Kunstsammlungen. 1926 wurde es erstmals in der Ausstellung Oberdeutsche Malerei um 1400 im Ulmer Museum gezeigt, wo es den Namen Lindauer Beweinung erhielt. Eine erste kunsthistorische Datierung des Bildes in die 1390er Jahre erfolgte 1926 durch Max Sefold. Die aktuell akzeptierte Datierung um die 1420er Jahre stammte von dem Kunsthistoriker Ernst Buchner (1930), der sich Rainer Burbach 1982 anschloss. Das Werk wird im Stadtmuseum Lindau unser der Inventarnummer ÖAKD. 34 geführt.
Im Jahre 1950 erfolgte eine erste Restaurierung durch Franz Fürstmann. Er versuchte, die ursprüngliche Fassung des Gemäldes durch Entfernung alter Schmutzschichten, Firnisse und Übermalungen freizulegen. Fehlstellen ergänzte er mit historischen Malmitteln und imprägnierte die Rückseite der Holztafel mit Bienenwachs. Den nach seiner Meinung stilistisch unpassenden Bilderrahmen ersetzte er durch einen von ihm hergestellten Rahmen. Bereits ein Jahr später erfuhren die Restaurierungsarbeiten Fürstmanns eine kritische Bewertung durch Ernst Buchner, der die vorangegangenen Arbeiten als wenig verständnisvoll und das Restaurierungsergebnis als Verwaschung einstufte. 1966 schloss sich eine erneute Restaurierung durch Toni Mayer an. Er dokumentierte den aktuellen Zustand des Bildes mikroskopisch und photographisch und stellte fest, dass Fürstmann bei seiner vorangegangenen Restaurierung auch Teile der ursprünglichen Originalfassung entfernt hatte. Mayer entfernte Fürstmanns Übermalungen, ergänzte weitere Fehlstellen, leimte abgeplatzte und gelöste Farbschichten an und reinigte das Bild von den üblichen Verschmutzungen. Bei dieser Restaurierung wurde ebenfalls der Bilderrahmen aus dem Jahr 1950 durch einen neuen ersetzt, den Alfred Schädler, der Oberkonservator des Bayerischen Nationalmuseums in München, nach Vorbild des Pähler-Hausaltars aus Fichtenholz angefertigte und passend zum Bild mit dunkel oxidiertem Glanzgold und Glanzsilber fasste. Nicht mehr zeitlich einordnen lässt sich ein gitterförmiger Unterbau auf der Rückseite der Tafel, mit der ein etwa mittig von oben nach unten durch das Bild laufender Bruch der Tafel repariert wurde, dessen Spalt auf der Vorderseite grob ausgemalt wurde. Diese Reparatur muss weit vor 1950 erfolgt sein.

## Rezeption
Unter dem Einfluss des Bildes der Lindauer Beweinung schuf Nikolaus Brass das musikalische Werk structures of echo – lindauer beweinung für 32 Stimmen und Orchester. Es wurde 2003 in Stuttgart unter Rupert Huber vom SWR Symphonieorchester und dem SWR Vokalensemble Stuttgart uraufgeführt.